# 오드 토머스
《오드 토머스》(영어: Odd Thomas)는 2013년 개봉한 미국의 미스터리 스릴러 영화이다. 스티븐 서머스가 연출하였고, 딘 쿤츠의 소설 "살인예언자"를 원작으로 한다. 안톤 옐친이 제목의 주인공을 맡았으며, 그 외에 윌럼 더포, 애디슨 팀린 등이 출연하였다.

## 줄거리
캘리포니아 작은 마을의 영매이며 즉석 요리 조리사인 오드 토머스는 심령술을 통해 억울한 영들의 원한을 풀어준다. 한편 오드는 본인 눈에만 보이는 정체불명의 존재들을 보덕(bodach)이라고 부르고 있다. 경찰서장 와이엇 포터는 오드에게 일종의 대리 아버지 역할을 하는 존재로, 오드의 비밀을 덮어주며 수사에서 도움을 받고 있다.
보덕에 씌인 경찰들이 마을 쇼핑 센터를 날려버리려고 음모를 꾸미면서 아이스크림 가게 매니저로 있는 여자친구 스토미가 위험해진다. 오드는 홀로 고군분투한 끝에 폭탄이 설치된 승합차를 인적이 없는 곳에서 터뜨려 많은 인명을 구한다.
하지만 스토미는 쇼핑 센터에서 벌어졌던 난사 속에서 죽은 것으로 밝혀지고, 오드는 스토미의 영과 작별한다.

## 출연
- 안톤 옐친 - 오드 토머스 역
- 애디슨 팀린 - 브론윈 "스토미" 루엘린 역
- 구구 음바타로 - 바이올라 역
- 슐러 헨즐리 - 펑거스 밥 역
- 레오노르 바렐라 - 오드의 어머니 역
- 윌럼 더포 - 와이엇 포터 역
- 멀리사 오드웨이 - 리젯 역
- 니코 토터렐라 - 사이먼 바너 역
- 패튼 오즈월트 - 오지 역
- 아널드 포슬루 - 톰 제드 역

## 기타 제작진
- 공동 제작: 클리프 래닝, 피에르 뷔팽, 인디아 오즈번
- 협력 제작: 줄리 하틀리, 그레그 마이클, 태라 피니건
- 배역: 니콜 대니얼스, 코트니 브라이트
- 미술: 존 게리 스틸
- 세트: 디나 로스
- 의상: 리사 젠슨
- 분장: 타라 D. 데이
- 헤어: 메리 헤지스 램퍼트
- 제작 관리: 줄리 하틀리, 인디아 오즈번
- 조감독: 클리프 래닝
- 음향 감독: 데이비드 에스파자
- 시각 효과: 조지프 그로스버그

## 흥행
대한민국에서 1만 6,000명이 관람하였다.